# Championnats de France d'athlétisme 1900
Navigation
Championnats 1899 Championnats 1901

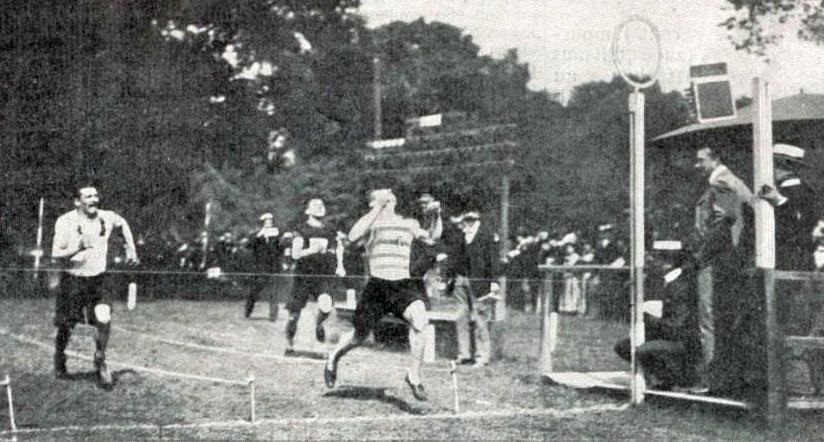
Thibuld Hammond, du RCF, champion de France du 100 mètres en 1900 (et 1901, plus alors du Prix Ravaut du RCF sur 200 mètres).

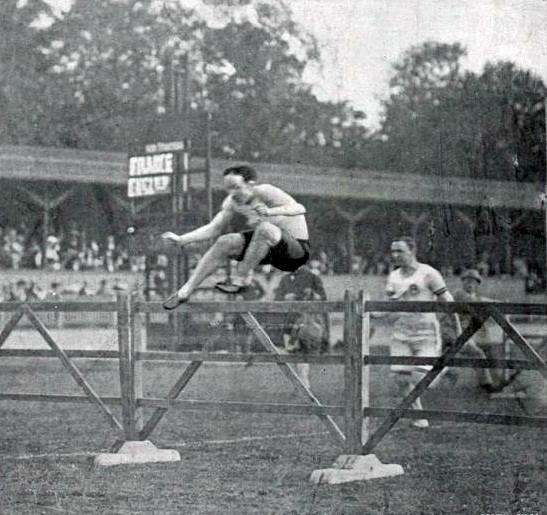
Jean Lecuyer, champion de France du 110 mètres haies en 1900 et 1901.

Les Championnats de France d'athlétisme 1900 ont eu lieu le 17 juin 1900 à la Croix-Catelan de Paris.

## Palmarès
| Discipline       | Athlète             | Athlète      |
| ---------------- | ------------------- | ------------ |
| 100 m            | Thibuld Hammond     | 11 s 8       |
| 400 m            | Victor Faidide      |              |
| 800 m            | Henri Deloge        | 1 min 59 s 0 |
| 1 500 m          | Henri Deloge        | 4 min 11 s 6 |
| 110 m haies      | Jean Lécuyer        | 17 s 4       |
| 400 m haies      | Henri Tauzin        | 58 s 8       |
| Saut en hauteur  | Louis Monnier       | 1,60 m       |
| Saut à la perche | Émile Gontier       | 2,90 m       |
| Saut en longueur | Lewis Sheldon (USA) | 6,645 m      |
| Lancer du poids  | Émile Torcheboeuf   | 11,07 m      |
| Lancer du disque | Émile Gontier       | 31,59 m      |